# Picumne de Cuzco
Picumnus subtilis
Espèce
Statut de conservation UICN

 LC  : Préoccupation mineure
Le Picumne de Cuzco, Picumnus subtilis, est une espèce d'oiseaux de la famille des Picidae (sous-famille des Picumninae), considérée comme endémique du Pérou mais qui aurait été observée aussi au Brésil (État d’Acre).

## Référence
- Stager, 1968 : A new piculet from southeastern Peru. Contributions in Science 153 pp 1-4.